# Brasserie artisanale du Trégor
La Brasserie artisanale du Trégor était située à Minihy-Tréguier  dans le département des Côtes-d'Armor. Elle brassait trois types de bière Dremmwel : rousse, dorée, blonde.
La brasserie fabriquait également une bière dénommée Sant Erwan.
Elle appartient désormais à la Brasserie de Bretagne, et le site a été fermé pour tout ramener à Trégunc.
La société (542-564-076) a été radiée du registre du commerce et des sociétés le 30 août 2007.

## Récompenses

### Dremmwell rousse - Armen rousse
- Médaille d'argent au Concours général agricole à Paris en 2007[1]